# Revisiting Creedence
Revisiting Creedence é uma banda americana formada em 2021 por Dan McGuinness e Kurt Griffey, ex-vocalista e ex-guitarrista da banda Creedence Clearwater Revisited respectivamente.

## História
Juntos, Dan McGuinness e Kurt Griffey realizaram mais de 1.000 shows pelo mundo com o Creedence Clearwater Revisited. Após a "The Final Revival Tour", Stu Cook e Doug Clifford decidem pausar suas atividades e em 2021, Dan e Kurt formam o Revisiting Creedence, para apresentar os clássicos da banda Creedence Clearwater Revival.
Em novembro de 2024, a banda se apresenta no Brasil na sua "South American Tour 2024", com shows em Brasília, Campinas, Campo Grande, Curitiba, Porto Alegre, Rio de Janeiro, São Paulo e Uberlândia.

## Membros
- Dan McGuinness - vocais
- Kurt Griffey - guitarra
- Ron Wikso - bateria
- Mat Scarpelli - baixo